# Rudy Lenners
Rudy Lenners (Seraing; 29 de diciembre de 1952) es un músico y director artístico belga, conocido mundialmente por haber sido baterista de la banda alemana de hard rock y heavy metal Scorpions entre 1975 y 1977. Tras su salida de la agrupación germana por razones personales, participó en varios proyectos belgas sin mayor éxito, hasta que a principios de la década de los noventa se unió a Such a Noise con los que logró gran reconocimiento en Europa continental. Desde el año 2010 participa en Substitute, una banda tributo a The Who y además, desde los años 2000 trabaja como director artístico principalmente para agrupaciones emergentes de su país.

## Biografía
Inició su carrera musical en 1975 cuando ingresó a Scorpions en reemplazo del baterista Werner Lohr, cuya primera presentación con la banda se celebró el 25 de marzo en Essen (Alemania Occidental) en el marco de la gira Fly to the Rainbow Tour. Con la agrupación alemana grabó los discos In Trance (1975) y Virgin Killer (1976), y participó de las giras correspondientes. A principios de 1977, mientras se encontraban en Inglaterra como parte del Virgin Killer Tour, y acaba dejando la banda por decisión propia, no por ningún problema de salud.
Luego de su salida voluntaria del grupo no se supo más de él hasta principios de los ochenta, cuando se unió a Key West como baterista y en ocasiones como corista, cuya participación solo duró dos años (1982-1983). En 1985 apareció en el grupo Steelover que lanzó en el mismo año el álbum Glove Me, sin embargo y luego de girar por Bélgica se separaron. A principios de la década siguiente y junto a otros músicos belgas fundaron la agrupación de blues rock Such a Noize, con la que tuvo gran éxito en Europa continental hasta que se separaron a fines de 1997. Con la llegada del nuevo milenio se dedicó a la labor de director artístico de las nuevas agrupaciones de su país. Además, en los últimos años ha tenido reuniones con Such a Noize, de la cual se grabó el disco Get Naked en 2007, y desde 2010 participa en Substitute, una banda tributo a The Who.
Por otro lado, en 2005 volvió a compartir con Scorpions en un concierto en Francia, que fue la primera aparición con ellos después de su salida en 1977. Además, ha colaborado con Uli Jon Roth a mediados de los años 2000 y de nuevo en 2019 en Japón.

## Discografía
| - 1975: In Trance - 1976: Virgin Killer - 1985: Glove Me | - 1991: Such a Noise - 1992: Raising the Roof - 1994: Be a Devil - 1996: Such a Noise - 2007: Get Naked |